# Marina Wilke
Marina Wilke   (Berlín, 28 de febrer de 1958), de casada Jährling, és una ex-remadora alemanya que va competir sota bandera de la República Democràtica Alemanya durant la dècada de 1970.
El 1976 va prendre part en els Jocs Olímpics de Mont-real, on guanyà la medalla d'or en la competició del vuit amb timoner del programa de rem. Quatre anys més tard, als jocs de Moscou, revalidà la medalla d'or en la mateixa prova del programa de rem. En el seu palmarès també destaquen quatre medalles al Campionat del món de rem, dues d'or i una de plata en el vuit amb timoner, i una de plata en el quatre amb timoner. En totes les tripulacions exercí de timoner.
El 1974, amb tan sols 16 anys, fou mare de Rob Jahrling, fruit de la unió amb el també remer Harald Jährling, amb qui es casà poc després de retirar-se de la competició esportiva, a la fi dels Jocs de Moscou.